# Máthé József (súlyemelő)
Máthé József (Budapest, 1945. május 3. –) felnőtt-, és ifjúsági világcsúcstartó, magyar bajnok súlyemelő, válogatott kerettag. Leánya, Máthé Gabriella szintén súlyemelő.

## Tanulmányai, munkái
Budapesten 1964-ben textilipari technikumot végez. 1977-ben híradásipari szakközépiskolában elektrotechnikusi képesítést szerez. 1983-ban közép, majd 1989-ben felsőfokú belkereskedelmi tanfolyamot végez.
1974-ben a TFTI-n edzői oklevelet szerez. 1964-1965-ben az I. sz. Autójavító Vállalatban dolgozott. 1973-1978 között a Fővárosi Finommechanikai Vállalat munkatársa volt. 1976-1978 között ugyanott elektroműszerész, 1981-1986 között a Ramovill munkatársa. 1981-1982 között áruforgalmi előadó, 1983-1996 lakatosipari szakcsoportban betanított munkás, 1987-1989 között a BÁV műszaki előadója, 1990- Biztonságtechnikai GMK-ban elektrotechnikus.

## Sportpályája
- 1959-60 Az Angyalföldi Sportiskola tornásza
- 1961-62 az Újpesti Dózsa cselgáncsozója
- 1963-69 a Budapesti Honvéd súlyemelője
- 1970-1972 a Haladás VSE, majd
- 1973-76 a BSE súlyemelője
- 1968-72 Válogatott kerettag
- 1974- edző, 1978-80 a Budapesti Honvéd edzője.

(Magyar bajnok tanítványai Csóka Péter, Hlavati András, Mészáros István)
súlyemelőedzői: Ábel Vilmos, Ecser Károly, Fezekas Endre, Keleti Emil, Orvos András id., Tóth Géza, Vanczák Endre, Veres Győző

## Sporteredményei
- 1966. Országos Bajnokság 3. hely könnyűsúly
- 1967. Országos Bajnokság 2. hely könnyűsúly
- 1968. Országos Bajnokság 2. hely könnyűsúly
- 1968. Olimpiai Reménységek Tornája 3. hely könnyűsúly
- 1969. Országos Bajnokság 3. hely könnyűsúly
- 1969. Druzsba Kupa 3. hely könnyűsúly 385 kg összetettel
- 1971. szófiai Eb 2. hely könnyűsúly nyomásban 145 kg-mal és 2-szer 3. hely lökésben 157,5 kg-mal, valamint összetettben 412,5 kg-mal, továbbá 6. hely szakításban.
- 1971. Ugyanebben az évben OB 1. hely könnyűsúlyban összetettel 415 kg-mal.
- 1973. OB 2. hely könnyűsúly

Világcsúcsai: könnyűsúly, nyomásban
- 1965. Ifi 121,5 kg
- 1971. Felnőtt 147,5 kg